# 天狼 Sirius the Jaeger
『天狼 Sirius the Jaeger』（シリウス）は、P.A.WORKS制作による日本のテレビアニメ。2018年7月から9月にかけてAT-X・TOKYO MXほかにて放送された。
監督は『CANAAN』『花咲くいろは』の安藤真裕、シリーズ構成を小柳啓伍、キャラクターデザインを松浦麻衣と佐古宗一郎がそれぞれ担当する。

## 制作
2018年3月22日に公式サイトとTwitter公式アカウントにて制作・放送時期が発表された。
アメリカ・ロサンゼルスで2018年7月5日から8日まで開催された「Anime Expo 2018」の3日目にインターナショナルプレミアが行われ、先行上映された。

## あらすじ
昭和初期の東京。闇の世界で吸血鬼（ヴァンパイア）を狩るために、吸血鬼狩りのスペシャリスト集団「狩人」が来日する。人狼の血を引き、故郷を滅ぼした吸血鬼に復讐を誓う青年ユーリィは、「天狼の匣」（シリウスのはこ）と呼ばれる聖櫃を巡って、吸血鬼たちが起こす凶悪事件に挑んでいく。

## 登場人物

### 狩人
ユーリィ・ジロフ
声 - 上村祐翔、戸松遥（幼少期）
本作の主人公。17歳。仕掛け三節棍を武器としている。無口で愛想は悪いが、花や植物に詳しい。シリウスの一族が住むドッグヴィル村出身。10年前、故郷の村を吸血鬼に全滅させられ、一人生き残ったところをウィラードに保護され、狩人になった。
一族の誇りとあらゆる種族との共存を願い、シリウスの匣の封印を解く。
ジョン・アーサー・ウィラード
声 - 堀内賢雄
41歳。ユーリィたち狩人のリーダー的存在で「教授」と呼ばれる。表向きはV海運歴史保存部所属の非常勤顧問となっている。元考古学者で天狼の匣を研究していた。エフグラフから提供された古文書を解読し、匣のありかをつきとめたが、そのためにドッグヴィル村が全滅したことの贖罪のためにユーリィを引き取った。
ドッグヴィル村跡地の遺跡でシリウスの匣と対になる匣を発見し、南樺太のユーリィに渡した。
ドロテア
声 - 森なな子
27歳。ヒスパニック系の美女で、銃火器の扱いが得意。
フィリップ
声 - 小林裕介
14歳。イギリス出身で、金髪の小柄な少年。生意気で毒舌家。バイオリンの演奏が得意。両親を人狼に殺された過去がある。
ファロン
声 - 武内駿輔
26歳。アイルランド系アメリカ人。大柄な体格、おおらかな性格の持ち主。
ビショップ
声 - 浜田賢二
ユーリィが南樺太で出会った狩人。仲間を吸血鬼に全滅させられ、本部に増員を頼んでいた。ユーリィに協力し、赤坂老人のもとに案内する。
実は英国秘密情報部の命を受けて匣を探しており、仲間が襲われた時に吸血鬼化されていた。ユーリィと共闘し、匣を守ろうとするがエフグラフによって灰になる。

### 吸血鬼
ミハイル・ジロフ
声 - 櫻井孝宏
ユーリィの兄。村を襲撃され、ユーリィを連れて逃げる途中、襲われ吸血鬼となった。来日したユーリィの前にあらわれ吸血鬼への復讐はやめるよう忠告する。エフグラフとの血の盟約から逃れる為にわざと吸血鬼の謎の病気に感染した。エフグラフとの対決の直後、ユーリィに看取られながら病死する。
エフグラフ
声 - 津田健次郎
吸血鬼一族の王子としてカーシュナーたちを従え、「天狼の匣」を探している。不老不死の吸血鬼を死に至らしめる謎の病気を解決するため、匣を探し飲み込んだが、体が匣に耐えられず、醜い姿と化して暴れまわった末、ユーリィとミハイルによって絶命させられた。
カーシュナー
声 - 子安武人
ロイヤルズの吸血鬼で、エフグラフのナンバー2。狩人に追われているが、天狼の匣を探して来日する。
日本から引き揚げる前に狩人のいる直江家を襲ったが、ユーリィに討ち取られた。自らの手でユーリィを倒すべく戦いを挑んだ、天狼化の力を持ユーリィの前に敗れ去った。
アガサ
声 - 大原さやか
カーシュナーと来日したロイヤルズの美女。ユーリィに戦いを挑んだが左手と右足を切断されたため、刃の義足を着けている。再戦時に華田を襲撃したが、ユーリィに倒され灰になった。
ヴォルフルム・クラルヴァイン
声 - 飛田展男
吸血鬼と手を組む異形の科学者。エフグラフに雇われ、病気で吸血鬼を死なせないための人造人間の研究をしていたが、エフグラフが天狼の匣に興味を移したため冷遇される。匣を探しにきたユーリィとビショップの前に人造吸血鬼たちを連れてあらわれ、邪魔しようとしたが、戦いに敗れ崖から落ちた。その後の生死は不明。
ラリーサ
声 - 和多田美咲
エフグラフが連れ歩く吸血鬼の少女。いつもタマーラと一緒にいる。エフグラフを「エフ様」、ミハイルを「ミーシャ」と呼ぶ。南樺太でユーリィたちと匣の奪い合いになり、ビショップに撃たれて灰になった。
タマーラ
声 - 千本木彩花
ラリーサと一緒にいる吸血鬼の少女。ラリーサと共にユーリィたちと闘うが、エフグラフが豹変し、ユーリィの「違う種族とも共存したい」という考えを聞いて改心する。物語終盤、ユーリィと汽車で移動しながら、病気から吸血鬼を救ってくれることを願って姿を消す(灰になったのか、何処かへと去っていったのか明確には描かれていない)。

### その他
伊庭 秀臣（いば ひでおみ）
声 - 間島淳司
29歳。陸軍省軍務局の「九段分室」に所属する諜報員で、「少佐」と呼ばれる。内務省がV海運に国内での活動許可を与えたことを警戒する軍部によってハルピン特務機関から呼び戻された。ウィラードたちの周囲を調査し、『月刊実録犯罪』記者・多田の偽名で接触する。吸血鬼の存在を知り、直江家襲撃事件では部隊を動かして狩人に味方した。
軍上層部から天狼の匣と行方不明の赤坂護大尉の調査を命じられ、南樺太に渡る。帰国後は軍に復帰し、ユーリィと匣を追う世界を憂いながら、「自分にしかできないことをやる」と心に決める。
望月 武人
声 - 手塚ヒロミチ
九段分室で伊庭の補佐を務める眼鏡の男。
直江 涼子（なおえ りょうこ）
声 - 高橋李依
来日したV海運の面々が身を寄せている直江男爵（声 - 津田英三）の娘。剣術の達人で好奇心旺盛だが、悪く言えばお転婆で結構向こう見ず。ユーリィに心惹かれ、あとを追いかけたりと行動を起こす。ユーリィのあとをつけ、列車襲撃事件にまきこまれた際は、スレイブズの吸血鬼を軍刀で一刀両断した。ユーリィを追って南樺太に渡る。
帰国してからは女学校に通いながら経営の勉強を始める。
昭元 二郎
声 - 田所陽向
ウィラードに情報提供するバーテンダーの青年。吸血鬼に惨殺された。
華田 喜助（はなだ きすけ）
声 - 樫井笙人
元外科医。7歳になる娘の咲（声 - 石見舞菜香）と二人暮らし。心臓病で妻を亡くしてから病院をたたみ、自宅の地下室で人工心臓の開発をしている。怪我をしたユーリィの手当てをして面倒を見た。
人工心臓を完成させた夜、アガサに襲撃され、咬まれて吸血鬼化したが、ユーリィによってとどめを刺され、灰になった。
鞍岳 郷一郎（くらたけ ごういちろう）
声 - 山本格
29歳。連続殺人事件の容疑者として追われる脱獄囚。実は吸血鬼たちに囚われ、クラルヴァインによって人造兵器に改造されていた。
アルマ商会によって陸軍兵器局に納入されたが、演習で歩兵一個小隊を全滅させている。
百瀬 直虎（ももせ なおとら）
声 - 楠大典
百虎党の頭目。最後の不平士族を名乗り、「天誅」と称して要人を襲撃している。アルマ商会を通じて吸血鬼に人造兵器製造に必要な情報を集めていたが、兵器の完成で援助を打ち切られたことでアルマ商会を皆殺しにした。人造兵器鞍岳を運ぶ列車を襲ったが鞍岳に殺された。
赤坂 護（あかさか まもる）
声 - 土師孝也
ユーリィが南樺太の山中で出会った老人。元陸軍大尉で天狼の匣を入手する密命を受けていたが15年前に中央アジアで消息不明になっていた。ドッグヴィル村を訪れたことがあり、ユーリィの父親・アレクセイと親しくなった。匣のありかを知っている。
アレクセイ
声 - 藤原啓治
ユーリィとミハイルの父でシリウスの王族の末裔。人間のサチ（声 - 恒松あゆみ）と結婚して二人の息子をもうけた。友人になった赤坂からシリウスの匣が各国から狙われていると聞かされる。長老のグスタフ（声 - 清川元夢）から掟に従って彼を殺すよう言われるが、人間と共存するため、シリウス族と匣の生誕地であるサハリン（樺太）に匣を封印し行方不明となっていた。

## 用語
吸血鬼（ヴァンパイア）
人の血を吸い仲間を増やす種族。貴族種（ロイヤルズ）と下級種（スレイブズ）がいる。死ぬと光る灰になって消える。現在吸血鬼を死に至らしめる謎の病気が蔓延しており、この病気で死ぬと死体が残る。
V海運（ブイかいうん）
貴族や政治家らによって運営されている多角的複合企業。末端組織である歴史保存部は、吸血鬼狩りの専門職「狩人」を擁し、怪異事件の捜査を行う。
百虎党（ひゃっことう）
百瀬直虎率いる反政府組織。封建制復活をとなえ、「天誅」と称して戦争成金や政治家を暗殺している。
アルマ商会（アルマしょうかい）
V海運の競合会社で武器や兵器の売買・開発を行っている。
天狼の匣（シリウスのはこ）
シリウスの一族が代々守る匣。あらゆる知識や叡智が詰まっていると伝わる。10年前、エフグラフたちは古文書を入手し、ウィラードに解読させてドッグヴィル村にあることをつきとめた。しかし村襲撃以前にユーリィの父親・アレクセイが持ち出し、以降は行方不明になっている。手のひらに乗るほどの球体でシリウスの血を吸って光り輝く。匣を使いこなすため対になる匣が作られている。
匣を狙う者は亡き者にするという掟があるが、日本をはじめ列強国が探索をしている。

## スタッフ
- 原作 - Project SIRIUS[1]
- 監督 - 安藤真裕[1]
- シリーズ構成 - 小柳啓伍[1]
- キャラクター原案 - 西村キヌ[1]
- キャラクターデザイン・総作画監督 - 松浦麻衣、佐古宗一郎[1]
- コンセプトデザイン - 竹内志保[1]
- 擬斗 - 佐藤雅弘[1]
- 美術監督 - 東潤一、佐藤歩[1]
- 美術設定 - 小木斉之
- 色彩設計 - 菅原美佳[1]
- 撮影監督 - 出水田和人、上田程之[1]
- 3D監督 - 桐谷太力[1]
- 編集 - 高橋歩[1]
- 音楽 - 横山克[1]
- 音響監督 - 明田川仁[1]
- 音楽制作 - ミラクル・バス
- 音楽プロデューサー - 土肥範子
- プロデューサー - 志治雄一郎、宮城惣次、石橋諒一、瀬戸優、渡瀬昌太、大和田智之、金子広孝
- プロデュース - インフィニット
- アニメーションプロデューサー - 辻充仁
- アニメーション制作 - P.A.WORKS[1]
- 製作 - 「天狼 Sirius the Jaeger」製作委員会

## 主題歌
オープニングテーマ「シリウス」（第1話 - 第6話、第8話 - 第12話）
作詞・作曲 - 岸田 / 編曲・歌 - 岸田教団&THE明星ロケッツ
第1話、第12話ではエンディング位置で使用。
エンディングテーマ「星絵」（第2話 - 第11話）
作詞・作曲 - 渡辺翔 / 編曲 - キタニタツヤ / 歌 - sajou no hana

## 各話リスト
| 話数 | サブタイトル                                        | 画コンテ | 演出                   | 作画監督                                                                             |
| --- | --------------------------------------------------- | -------- | ---------------------- | ------------------------------------------------------------------------------------ |
| 第一話 | 蘇えりし者、夜に嗤う The Revenant Howls in Darkness | 安藤真裕 | 安藤真裕               | 松浦麻衣 佐古宗一郎                                                                  |
| 吸血鬼カーシュナー一味を追って上海から来日したV海運の面々はさっそく謎の連続殺人事件の捜査に着手する。ユーリィは吸血鬼アガサを発見し、追い詰めるが何者かに銃撃される。                                                                                          |                                                     |          |                        |                                                                                      |
| 第二話 | 妄執する、黄色い華 Deprived Talent                  | 安藤真裕 | 太田知章               | 鈴木理沙 宮下雄次                                                                    |
| ユーリィは医学者の華田喜助に助けられ、怪我が治るまで華田家に滞在する。華田は研究の末、人工心臓を完成させたが、その夜、華田家を吸血鬼とアガサが襲う。ユーリィはアガサと吸血鬼化した華田を倒すが、そこへ兄のミハイルがあらわれる。                               |                                                     |          |                        |                                                                                      |
| 第三話 | とけないゆき Indelible Memories                     | 岡村天斎 | 安斎剛文               | 杉光登                                                                               |
| ユーリィの過去。ユーリィが生まれ育ったドッグヴィル村は吸血鬼に襲われ全滅した。兄のミハイルは幼いユーリィをかばい吸血鬼となっていた。狩人として兄と戦わねばならない運命にユーリィは苦悩する。                                                                   |                                                     |          |                        |                                                                                      |
| 第四話 | 謀略の蟻 Beginning of Trickery                      | 安藤真裕 | 許琮                   | 鍋田香代子                                                                           |
| ウィラードは百虎党の背後にアルマ商会と吸血鬼がいるとにらみ、探りを入れる。アルマ商会が開発した新型兵器の実験が御殿場で行われると知り、ユーリィとドロテアを御殿場に向かわせる。百虎党はアルマ商会を襲撃。ユーリィは汽車の中で再びミハイルに出会う。             |                                                     |          |                        |                                                                                      |
| 第五話 | 荒ぶる鉄棺 The Frankenstein                         | 安藤真裕 | 菅沼芙実彦             | 杉光登 小島明日香 川面恒介 鍋田香代子                                                |
| ミハイルはユーリィに、自分が銃撃したことを明かし、吸血鬼への復讐をやめるよう忠告する。百虎党はカーシュナーを探して列車を乗っ取るが、百瀬が人造兵器に殺される。暴走する列車の中、人造兵器と戦うユーリィにミハイルが加勢しとどめを刺す。ミハイルは再び姿を消す。 |                                                     |          |                        |                                                                                      |
| 第六話 | マネシツグミの警笛 Mokingbird's Song                | 入江泰浩 | 藤井康雄               | 川面恒介 秋山有希                                                                    |
| 天狼の匣が日本にないと知ったカーシュナーはエフグラフの元に戻ることになったが、狩人たちの居場所を突き止め、直江家を襲撃。ユーリィとフィリップはカーシュナーとミハイルを迎え撃つ。                                                                               |                                                     |          |                        |                                                                                      |
| 第七話 | 讐敵の炎、哭白の刻 True Confession                  | 岡村天斎 | 菅沼芙実彦             | 鍋田香代子 鈴木理沙                                                                  |
| ユーリィはカーシュナーを倒すが、村が襲われたのはウィラードが吸血鬼に協力していたためと知ってショックを受ける。V海運本部からウィラードたちにロンドンへの異動命令が下るが、ユーリィはシリウスの匣を追って、ひとり樺太に向かう。                                  |                                                     |          |                        |                                                                                      |
| 第八話 | 然る者、紫煙に薫る The Sanctuary of Sirius          | 小島正幸 | 倉川英揚               | 杉光登 三浦菜奈 竹本未希                                                             |
| エフグラフは南樺太にミハイルを呼び寄せ、シリウスの匣の封印を解かせるが失敗する。南樺太に来たユーリィは同じ狩人というビショップと知り合う。二人は匣について知る老人を訪ねるがラリーサとタマーラに襲われる。                                                     |                                                     |          |                        |                                                                                      |
| 第九話 | 残痕の朋輩 Father's Shadow                          | 岡村天斎 | 塚田拓郎               | 川面恒介 森島範子 杉光登                                                             |
| 吸血鬼から逃れたユーリィは赤坂護老人と対面するが、拒絶される。街に戻ったユーリィは伊庭と涼子に出くわす。赤坂は伊庭とユーリィに説得され、アレクセイが匣を封印した山中の地図を渡す。                                                                             |                                                     |          |                        |                                                                                      |
| 第十話 | 深淵にさまよう狼 Memories of the Abyss              | 安藤真裕 | 許琮 太田知章 藤井康雄 | 鈴木理沙 鍋田香代子 三浦菜奈 杉光登 関口可奈味                                       |
| ユーリィとビショップはクラルヴァインと人造兵器の攻撃を避け、匣のある洞窟に入る。そこでユーリィは亡き父アレクセイと邂逅する。 |                                                     |          |                        |                                                                                      |
| 第十一話 | 咆哮の宴 Calling in Blood                           | 岡村天斎 | 藤井康雄 菅沼芙実彦    | 森島範子 鍋田香代子 杉光登 川面恒介 鈴木理沙 野村治嘉 竹本未希 小笠原憂 阿部美佐緒   |
| ユーリィは匣を入手するが、エフグラフの血の盟約で正気を失ったミハイルに襲われ、匣を奪われる。戦いの末ミハイルは正気に返るが、匣はエフグラフが飲み込んでしまう。                                                                                                 |                                                     |          |                        |                                                                                      |
| 第十二話 | 天狼の匣 The Ark of Sirius                          | 安藤真裕 | 安藤真裕               | 松浦麻衣 佐古宗一郎 杉光登 鍋田香代子 関口可奈味 森島範子 三浦菜奈 鈴木理沙 川面恒介 |
| 匣を飲んだエフグラフは姿を変えて暴れだす。ウィラードはユーリィにドッグヴィル村で発見した対になる匣を渡す。ミハイルはエフグラフから匣を抜き取り絶命させたあと、病死する。匣を手に入れたユーリィは一人旅立ち、世界から追われる身となった。                       |                                                     |          |                        |                                                                                      |

## 放送局
| 放送期間                | 放送時間                     | 放送局             | 対象地域 | 備考                                 |
| ----------------------- | ---------------------------- | ------------------ | -------- | ------------------------------------ |
| 2018年7月12日 - 9月27日 | 木曜 23:00 - 23:30           | AT-X               | 日本全域 | 製作参加 / CS放送 / リピート放送あり |
|                         | 木曜 23:30 - 金曜 0:00       | BS11               | 日本全域 | 製作参加 / BS放送 / 『ANIME+』枠     |
| 2018年7月12日 - 10月4日 |                              | TOKYO MX           | 東京都   | 製作参加                             |
| 2018年7月13日 - 9月28日 | 金曜 1:48 - 2:18（木曜深夜） | チューリップテレビ | 富山県   |                                      |

日本国内のインターネットでは、Netflixにて独占配信。

## Blu-ray BOX
| 巻 | 発売日        | 収録話         | 規格品番   |
| -- | ------------- | -------------- | ---------- |
| 上 | 2019年2月13日 | 第1話 - 第6話  | 1000736716 |
| 下 | 2019年3月27日 | 第7話 - 第12話 | 1000736717 |